# 7,5 cm Leichtgeschütz 40
A 7,5 cm Leichtgeschütz 40 (rövidítve 7,5 cm L.G. 40 vagy 7,5 cm LG 40, magyarul 7,5 cm-es könnyű löveg 40) egy hátrasiklás nélküli löveg volt, melyet a második világháború alatt használt a német hadsereg.

## Háttér
A Rheinmetall 1937-ben kezdte a hátrasiklás nélküli lövegek fejlesztését. Az új típusú fegyverek célja az ejtőernyős alakulatok ellátása nehéz támogató fegyverrel, amelyet ejtőernyővel célba lehet juttatni. Mind a Krupp, mind pedig a Rheinmetall pályázott a gyártási megbízásért, melyet végül a Rheinmetall nyert meg. Eredetileg az LG 1 jelölés alatt gyártották, melyet rövidesen LG 40-re változtattak, az akkoriban hivatalos jelölésrendszerhez igazodva.

## Leírás
A német gyártmányú hátrasiklás nélküli lövegek közös tulajdonsága az volt, hogy mindegyikük közönséges tüzérségi lövedékeket tüzelt, habár a hátrasiklás nélküli működési elv miatt eltérő lőszerhüvelyeket alkalmaztak.
Az LG 40-es a 7,5 cm Gebirgsgeschütz 36 nagy robbanóerejű, és a 7,5 cm Feldkanone 16 neuer Art páncéltörő lövedékét használta. Emiatt a löveghez használt lőszer nem volt a fegyver karakterisztikájához optimalizálva. Másfelől viszont megtakarítoták az új lőszer kifejlesztéséhez szükséges időt és energiát, illetve a meglévő gyártósorok és raktárkészleten lévő lőszer a nyersanyagkészletet is kímélte.
Később egy gránát alakú páncéltörő lőszert is kifejlesztettek hozzá. 
Két kivitelben gyártották: az egyik változata 5 részre szedhető és 270 kg súlyú volt hegyi csapatok számára, míg a másik ejtőernyősöknek készült, csupán 145 kg-ot nyomott.

## Harctéri alkalmazás
Az LG 40 hátrasiklás nélküli löveget először az 1941-es krétai csatában vetették be a 2. Batterie/Fallschirmjäger-Artillerie-Abteilung kötelékében. Ezt követően széles körben alkalmazták a német deszantos egységek, mind a Luftwaffe, mind a Waffen-SS. Az 500. SS-Fallschirmjäger Battalion négy darabot használt a Tito drvar-i főhadiszállása elleni támadásban.
A német hegyi vadászok könnyű súlya miatt nagyra tartották a fegyvert, amiből többet is bevetettek a Kaukázusban 1942 nyarán és őszén.

## Fordítás
- Ez a szócikk részben vagy egészben  a(z)   7.5 cm Leichtgeschütz 40 című angol Wikipédia-szócikk ezen változatának fordításán alapul.  Az eredeti cikk szerkesztőit annak laptörténete sorolja fel. Ez a jelzés csupán a megfogalmazás eredetét és a szerzői jogokat jelzi, nem szolgál a cikkben szereplő információk forrásmegjelöléseként.